# Arctostaphylos repens
Arctostaphylos repens är en ljungväxtart som först beskrevs av Howell, och fick sitt nu gällande namn av Philipp Vincent Wells. Arctostaphylos repens ingår i släktet mjölonsläktet, och familjen ljungväxter. Inga underarter finns listade i Catalogue of Life.